# Phaonia pulvillata
Phaonia pulvillata este o specie de muște din genul Phaonia, familia Muscidae. A fost descrisă pentru prima dată de Stein în anul 1904. Conform Catalogue of Life specia Phaonia pulvillata nu are subspecii cunoscute.